# Ochthera pilosa
Ochthera pilosa är en tvåvingeart som beskrevs av Cresson 1926. Ochthera pilosa ingår i släktet Ochthera och familjen vattenflugor. Inga underarter finns listade i Catalogue of Life.